# Сокол (футбольный клуб, Сельцо)
«Сокол» Сельцо — российский футбольный клуб из города Сельцо, Брянская область. С 1970 года выступает в чемпионате Брянской области по футболу. Двукратный чемпион Брянской области (1991, 1999). Обладатель Кубка области (1999, 2010, 2016).

## История
Футбольный клуб «Сокол» был основан в 1970 году. В 1980 году «Сокол» сыграл в товарищеском матче на сельцовском стадионе с ветеранами сборной СССР, где играли такие выдающиеся футболисты, как Эдуард Стрельцов, Владимир Маслаченко, Евгений Ловчев и другие игроки с мировым именем.
В 1981 году футбольная команда под руководством тренера Аркадия Хачатряна завоевала право выступать в первой группе областного чемпионата и с тех пор её никогда не покидала.
В 1991 году под руководством тренера А. Такранова стала чемпионом Брянской области.
В 1993 году под руководством тренера Владимира Павленко футбольная команда «Сокол» заняла третье место в Чемпионате Брянской области, а в 1997 году вновь удержало его (тренер Борис Васильев).
В 1999 году команда под руководством тренеров Владимира Фроленкова и Бориса Васильева впервые сделала «золотой» дубль, победив в Кубке и став чемпионом Брянской области.
В 2001 году «Сокол» (тренер Валерий Сидоренко) завоевал третье место в областном чемпионате.
В 2007 году главным тренером команды стал Николай Емельянов, и в 2008 году футбольный клуб «Сокол» завоевал бронзовые медали, а в 2010 году — бронзовые медали и кубок Брянской области.
В 2016 году «Сокол» стала бронзовым призером чемпионата Брянской области и обладателем кубка Брянской области.
В 2019 и 2021 году футбольный клуб «Сокол» становился финалистом Кубка области.
В апреле 2022 года президентом футбольного клуба «Сокол» Сельцо стал Орешкин Василий Игоревич.
С сезона 2023 возрождена команда «Сокол-дубль» Сельцо. В 2024 году команда выиграла кубок Навроцкого.
20 июля 2024 года в рамках чемпионата Брянской области известный футболист, член сборной команды Бразилии, игрок английского футбольного клуба «Арсенал» Андре Сантос сыграл за клуб «Сокол» против «Авангарда» из Клетни. Сыграл 90 минут, запомнился высоким уровнем игры, несколько раз опасно пробивал по воротам, и после его дальнего удара со штрафного нападающий Герасимов добил мяч с 2-х метров в ворота после сейва вратаря. Встреча завершилась победой «Сокола» со счётом 3:0.

## Руководство клуба
Президент ФК «Сокол» Сельцо:
- Орешкин Василий Игоревич

Главный тренер:
- Емельянов Николай Николаевич

Технический директор:
- Анискин Илья Александрович

Администраторы команды:
- Сердягин Василий Павлович
- Тачков Александр Степанович[12]

## Состав команды (сезон 2024)[12]
1.	Абрамов Алексей, 31 год. Вратарь
2.	Аветисян Валерий, 22 года. Полузащитник
3.	Балабанов Виталий, 28 лет. Защитник
4.	Борисов Евгений, 29 лет. Полузащитник
5.	Герасимов Александр, 27 лет. Нападающий
6.	Дос Сантос Андре Клариндо, 41 год. Защитник
7.	Емельянов Илья, 31 год. Полузащитник
8.	Ершов Владислав, 28 лет. Нападающий
9.	Живых Иван, 24 года. Нападающий
10.	Исаченко Дмитрий, 29 лет. Нападающий
11.	Кензир Андрей, 29 лет. Защитник
12.	Медведев Михаил, 43 года. Полузащитник
13.	Никитин Олег, 27 лет. Защитник
14.	Орешкин Василий, 36 лет. Нападающий
15.	Петрухин Роман, 40 лет. Вратарь
16.	Редька Роман, 23 года. Нападающий
17.	Романцов Дмитрий, 32 года. Защитник
18.	Рыбакин Дмитрий, 41 год. Защитник
19.	Серегин Вадим, 28 лет. Защитник
20.	Синица Евгений, 33 года. Полузащитник
21.	Шпаков Вячеслав, 24 года. Полузащитник
22.	Щелоков Павел, 33 года. Вратарь